# Edgar Faure
Edgar Faure (ur. 18 sierpnia 1908 w Béziers, zm. 30 marca 1988 w Paryżu) – francuski polityk, prawnik, pisarz i samorządowiec. Wieloletni parlamentarzysta, minister w różnych gabinetach, w 1952 oraz w latach 1955–1956 premier Francji, w latach 1973–1978 przewodniczący Zgromadzenia Narodowego, członek Akademii Francuskiej.

## Życiorys
Ukończył École nationale des Langues orientales vivantes. W wieku 19 lat został także absolwentem studiów prawniczych, podjął praktykę prawniczą, stając się najmłodszym wykonującym zawód prawnikiem we Francji. W trakcie II wojny światowej z obawy o bezpieczeństwo rodziny w 1942 wyjechał do Tunisu, a następnie do Algieru. Objął kierownictwo służb legislacyjnych Francuskiego Komitetu Wyzwolenia Narodowego, później był zastępcą sekretarza generalnego tymczasowego rządu. Pracował też w gabinecie ministra gospodarki Pierre’a Mendès France. Pełnił funkcję zastępcy francuskiego oskarżyciela przed Międzynarodowym Trybunałem Wojskowym w Norymberdze.
Od połowy lat 40. zaangażowany w działalność polityczną. Działał w Parti radical, w późniejszych latach związany m.in. z ugrupowaniami gaullistów (UDR i RPR). Wybierany do Zgromadzenia Narodowego w okresie IV Republiki w 1946, 1951 i 1955 (na posła I, II i III kadencji). W czasach V Republiki mandat deputowanego uzyskiwał w 1967, 1968, 1973 i 1978 (na III, IV, V i VI kadencję). W latach 1959–1966 i 1980–1988 wchodził w skład Senatu. Zajmował różne stanowiska w administracji samorządowej: był merem miejscowości Port-Lesney (1947–1970, 1983–1980) i Pontarlier (1971–1978), przewodniczącym rady departamentu Jura (1949–1967), radnym departamentu Doubs (1967–1979), a także przewodniczącym komisji rozwoju gospodarczego regionu Franche-Comté (1964–1973) i przewodniczącym rady tego regionu (1974–1981, 1982–1988).
W lutym 1949 po raz pierwszy objął funkcje rządową, mianowano go wówczas sekretarzem stanu przy ministrze finansów. W lipcu przeszedł na urząd ministra budżetu, po czym od sierpnia 1951 do stycznia 1952 był ministrem sprawiedliwości. Stanął następnie na czele francuskiego rządu, którym kierował przez kilka tygodni do marca 1952. Pełnił w swoim gabinecie równocześnie funkcję ministra finansów. W czerwcu 1953 został ministrem finansów i spraw gospodarczych, później od stycznia do lutego 1955 zajmował stanowisko ministra spraw zagranicznych. W lutym 1955 po raz drugi powołany na urząd premiera, funkcję tę pełnił do lutego 1956. Od maja do czerwca 1958 ponownie kierował ministerstwem finansów i spraw gospodarczych.
W 1958 znalazł się wśród zwolenników powrotu Charles’a de Gaulle’a do władzy. Przez pewien czas pozostawał jednak w opozycji. Zajmował się w międzyczasie działalnością naukową i dydaktyczną, był m.in. profesorem na wydziale prawa w Dijon. Po kilku latach powrócił do administracji rządowej. Od stycznia 1966 do maja 1968 (z krótką przerwą w kwietniu 1967) był ministrem rolnictwa, od lipca 1968 do 1969 pełnił funkcję ministra edukacji, a od lipca 1972 do marca 1973 sprawował urzędy ministra stanu oraz ministra spraw społecznych. Od kwietnia 1973 do kwietnia 1978 Edgar Faure był przewodniczącym Zgromadzenia Narodowego.
W 1971 został powołany na stanowisko przewodniczącego Międzynarodowej Komisji do spraw Rozwoju Edukacji przy UNESCO. Od 1976 był prezesem Międzynarodowego Instytutu Praw Człowieka. W 1978 wybrany w skład Akademii Francuskiej (fotel 18).
Był autorem powieści detektywistycznych, książek poświęconych historii prawa i pamiętników.

## Życie prywatne
Zawarł związek małżeński z pisarką Lucie Meyer.

## Publikacje
- 1938: Le Pétrole dans la paix et dans la guerre
- 1942: Pour rencontrer M. Marshes
- 1950: Mr Langois n'est pas toujours égal à lui-même
- 1961: La Disgrâce de Turgot
- 1966: Prévoir le présent
- 1967: Le Serpent et la Tortue (les problèmes de la Chine populaire)
- 1968: L'Éducation nationale et la participation
- 1969: Philosophie d'une réforme
- 1971: Ce que je crois
- 1977: Au-delà du dialogue avec Philippe Sollers
- 1977: La Banqueroute de Law
- 1982: Mémoires I: «Avoir toujours raison, c'est un grand tort»
- 1984: Mémoires II: «Si tel doit être mon destin ce soir»